# Nexi
Об экспортно-кредитном агентстве Японии NEXI см. Nippon Export and Investment Insurance
Nexi — итальянская финансовая компания. Обеспечивает работу инфраструктуры для проведения электронных финансовых операций, является крупнейшей в Европе в этой сфере. Работает в Италии и ряде других европейских стран. Штаб-квартира расположена в Милане.

## История
Предшественником компании является Istituto Centrale delle Banche Popolari Italiane (ICBPI), созданное в 1939 году объединение нескольких «народных банков» (кредитных кооперативов).
В июне 2015 года для ICBPI консорциум из трёх инвестиционных компаний (Bain Capital, Advent International и Clessidra SGR) учредил в Англии холдинговую компанию Mercury UK Holdco Limited. В декабре 2016 года были куплены две дочерние структуры банка Intesa Sanpaolo в сфере финансовых технологий.
Nexi была создана в ноябре 2017 года в результате слияния ICBPI с CartaSi, одной из крупнейших в Италии компаний по выпуску и обслуживанию кредитных карт, основанной в 1986 году. В апреле 2019 года акции Nexi были размещены на Итальянской фондовой бирже. В 2020 году была поглощена Società Interbancaria per l’Automazione (SIA S.p.A.), основанная в 1977 году компания, обеспечивавшая электронную связь между финансовыми институтами. В том же 2020 году была куплена датская финансовая компания Nets, работавшая на рынке Скандинавии.

## Собственники и руководство
Акции компании котируются на Итальянской фондовой бирже. Крупнейшими акционерами по состоянию на 2024 год были американская инвестиционная компания Hellman & Friedman (19,91 %), итальянская государственная инвестиционная группа Cassa Depositi e Prestiti (13,56 %), британская холдинговая компания Mercury UK Holdco (9,27 %), люксембургская компания Eagle (AIBC) & Cy SCA (6,08 %) и Poste italiane (3,54 %).
- Микаэла Кастелли (Michaela Castelli, род. 7 сентября 1970 года) — председатель совета директоров, в компании с 2019 года.
- Паоло Бертолуццо (Paolo Bertoluzzo, род. 11 декабря 1965 года) — генеральный директор с 2019 года, в компании с 2016 года, до этого работал в Vodafone (возглавлял сначала итальянский филиал, а затем подразделение южной Европы).

## Деятельность
Nexi обеспечивает работу инфраструктуры для проведения электронных платежей, в частности, при использовании банковских карт. Также осуществляет аутсорсинг бизнес-процессов. За 2023 год через сеть Nexi и банков-партнёров прошло 38 млрд транзакций на общую сумму 1,713 трлн евро.
Подразделения по состоянию на 2023 год:
- решения для торговли — набор услуг, позволяющих продавцам (в том числе в интернете) получать оплату с кредитных или дебетовых карт, а также из электронных кошельков; 56 % выручки;
- выпуск карт — услуги, связанные с выпуском и обслуживанием банковских карт, включая аутентификацию, защиту от мошенничества, отслеживание транзакций и составление ежемесячных счетов; 32 % выручки;
- цифровой банк — установка и обслуживание банкоматов, клиринг, банковские услуги корпоративным клиентам; 11 % выручки.

Основным рынком для компании является Италия, на неё в 2023 году пришлось 58 % выручки, на Скандинавию и Прибалтику — 19 %, на Германию, Австрию, Швейцарию и Польшу — 13 %, на юг Европы и другие регионы — 10 %.
В списке крупнейших публичных компаний мира Forbes Global 2000 за 2024 год Nexi заняла 1856-е место.